# Pagelaran (plaats in Cianjur)
Pagelaran is een bestuurslaag in het regentschap Cianjur van de provincie West-Java, Indonesië. Pagelaran telt 6707 inwoners (volkstelling 2010).